# Gà Grimaud
Gà Grimaud (phát âm tiếng Việt như là gà Gờ-ri-mô) là một giống gà công nghiệp lấy thịt cao sản có nguồn gốc từ Pháp. Đây là giống gà của Hãng Grimaud Freres Selection nhằm tạo ra các tổ hợp lai gà thịt lông màu có thể nuôi thâm canh, bán thâm canh hoặc theo hình thức gà thả vườn. Ở Việt Nam chúng được nuôi với vai trò của gà hậu bị. Giống gà Grimaud (gồm 3 dòng: L11, GF24, GF26) đã được Nhà nước Việt Nam công nhận là một giống vật nuôi được phép kinh doanh, sản xuất, lưu hành tại Việt Nam.

## Đặc điểm
Gà Grimaud bố mẹ lúc mới nở có khối lượng 40,06 43,18g, màu lông nhạt, rất nhanh nhẹn và có thểphân biệt trống mái thông qua tốc độ mọc lông cánh. Khi trưởng thành con trống màu nâu đỏ,con mái màu đỏ nhạt, da màu vàng. Hình dạng cơ thể cân đối, ức nở, chân ngắn, thể hiện rõ xu hướng cho thịt của gà hướng thịt.
Tỷ lệ nuôi sống của gà hậu bị, kết thúc giai đoạn hậu bị 20 tuần tuổi, tỷ lệ sống dòng trống đạt 94,5%, dòng mái 95,58%. Ở một ngày tuổi, khối lượng cơ thể của gà Grimaud tương đối cao, con trống đạt 43,18g, con mái đạt 40,06g, tính chung trống mái là 1,62g. Nuôi gà Grimaud hậu bị trong điều kiện khí hậu, thức ăn tại Việt Nam cho khả năngsinh trưởng không khác gì so với điều kiện tại Pháp.
Dờng gà TĐ12 vàTĐ34 dòng mái thì khối lượng của gà Grimaud thấp hơn 132,04g ở con trống (3115g so với 2982,96g)và 254,86g ở con mái (2350g so với 2095,14g). Khả năng tiêu thụ thức ăn của gà với dòng trống khả năng tiêu thụ cơ bản giống, giai đoạn cho ăn tự do 0 -3 tuần tuổi tiêu thụ cao hơn so với chỉ tiêu, từ tuần thứ 4 áp dụng chế độ ăn hạn chế làm cho tiêu thụ thấp hơn tiêu chuẩn. Tỷ lệ chọn lọc gà hậu bị Grimaud làm giống lúc 20 tuần tuổi con trống đạt 95,77% 

## Các dòng
Năm 2005 đợc sự giúp đỡ của tập đoàn GRIMAUD của cộng hoà Pháp, 4 dòng gà màu đợc nhập vào Đại Xuyên. Từ 4 dòng gà màu GT1; GT3; GT2 và GT4, Việt Nam đã thực hiện lai tại cho ra các dòng G khác và được phổ biến rộng hơn. 
- GT 1 có lông màu vàng, trụi cổ.
- GT 3 có lông màu xám, chân và mỏ xám.
- GT 2 có lông màu vàng.
- GT 4 có lông màu vàng nhạt.

Đối với gà mái dòng GT1 có khối lượng lớn nhất 2798g, nhỏ nhất là dòng GT2: 1583g, đối với gà trống có khối lượng lớn nhất GT3: 3230g, nhỏ nhất là gà GT2: 1833g. Cụ thể trung bình gà GT1 khi vào đẻ có khối lượng là 2798.0g, so với chuẩn đạt 86.1%. Gà GT3 có khối lượng khi vào đẻ 2550.4g, đạt 83.2%. Còn ở gà dòng Mái GT2 là 1583.0g đạt 92.3% và gà GT4 là 2141.7g đạt 93.9% Gà GT2 là có khối lượng tương đương với gà Ri Việt Nam. Gà GT4 có khối lượng khi vào đẻ là 2141.7g
Tuổi đẻ quả trứng đầu tiên trung bình của gà GT1 là 166 ngày tuổi, gà GT3 là 170 ngày tuổi, gà GT2 là 140 ngày tuổi và GT4 là 144 ngày tuổi. So với chuẩn thì nuôi tại Việt Nam, tuổi đẻ quả trứng đầu tiên của gà GRIMAUD đối với 2 dòng trống GT1 & GT3 là đồng đều so với chuẩn còn 2 dòng mái GT2 & GT4 là sớm hơn 6 10 ngày.
Gà màu Grimaud có tỷ lệ nuôi sống trung bình đạt từ 86% trở lên, cao hơn cả là ở thế hệ xuất phát đều đạt từ 96 98%. Khối lượng gà vào đẻ đạt so với biểu 83 94%. Tuổi đẻ của dòng trống tương đương với biểu, dòng mái đẻ sớm hơn. Tỷ lệ đẻ và năng suất trứng đạt 80 90% so với chuẩn của Hãng. Khối lợng trứng đạt 89 90% so với chuẩn. Tiêu tốn Tă/quả trứng dòng trống là cao, gà dòng mái là thấp, dòng GT2 trung bình hết 1.98 kg thức ăn/10 quả trứng.

## Tại Việt Nam
Gà Grimaud bố mẹ có đặc điểm ngoại hình khác với giống gà lông màu đã nhập nội trước đây, có khả năng thích ứng tốt với điều kiện ngoại cảnh ở Việt Nam, tỷ lệ nuôi sống cao. Nuôi ở Việt Nam, gà Grimaud có khả năng sinh trưởng tốt, tương đương với chỉ tiêu. Tiêu thụ thức ăn của đàn hậu bị bố mẹ đến 20 tuần tuổi cao hơn so với tiêu chuẩn. Gà Grimaud bố mẹ có tuổi thành thục sinh dục, tuổi đẻ quả trứng đầu và tỷ lệ đẻ đạt 30% ở tuần 25. Năm 2007, Tổng Công ty Chăn nuôi tiếp tục nhập giống gà Grimaud. Tháng10 năm 2007 lứa gà bố mẹ đầu tiên gồm 2 dòng L11và GF86 đã được xí nghiệp gà giống Tam Đảo nhập về.
Việt Nam đã thử nghiệm sản xuất giống và con lai thương phẩm gà Grimaud tại Hải Phòng. Kết quả thử nghiệm sản xuất giống và con lai thương phẩm gà Grimaud trong 18 tháng giữa trống Ri với gà mái GF24 (tổ hợp lai R-GF) và giữa trống GF24 với gà mái Ri (tổ hợp lai GF-Ri) cho thấy nuôi tổ hợp lai R-GF cho lợi nhuận kinh tế cao gấp 1,54 lần so với tổ hợp lai GF-Ri